# Typhlonarke aysoni
Typhlonarke aysoni е вид хрущялна риба от семейство Narkidae.

## Разпространение
Видът е разпространен в Нова Зеландия.